# Дванаеста далматинска бригада
Дванаеста далматинска бригада формирана је од 15. септембар до 21. септембра 1943. као Прва оточка од партизанских одреда Брача, Хвара, Шолте и Виса. Имала је штаб, три батаљона и приштапске јединице. Четврти батаљон формиран је и ушао у бригаду у октобру 1943. Тада је у бригади укупно 1.380 бораца.
Са формирањем 26. дивизије ушла у њен састав и остала у саставу ове дивизије до краја рата.

## Састав штаба бригаде током рата
Командант бригаде:
1. Јуре Франичевић Плочар од 15. септембра до 11. октобра 1943.
2. Борко Арсенић од 11. октобра 1943. до 7. јануара 1945.
3. Јосип Бепо Маринковић од 7. јануара до 13. марта 1945.
4. Ђорђе Ђорђије Никитовић (в. д.) од 13. марта 1945. до краја рата.

Политички комесар:
1. Јосип Илић Шуро од 15. септембра до 29. септембра 1943.
2. Кажимир Видан од 29. септембра до 11. октобра 1943.
3. Фабијан Трго од 11. октобра 1943. до 7. фебруара 1945.
4. Кажимир Видан од 7. фебруара 1945. до краја рата.

Заменик команданта:
1. Јосип Бепо Маринковић од 15. септембра 1943. до 2. маја 1944.
2. Роко Негодић од 15. децембра 1944. до 13. марта 1945.
3. Перо Вукасовић од 13. марта 1945. до краја рата

Заменик политичког комесара:
1. Казимир Видан од 15. септембра до 29. септембра 1943.
2. Марко Бобан од 29. септембра до краја децембра 1943.
3. Драган Гранић од краја децембра 1943. до 7. јануара 1945.
4. Божидар Дрезга од 1. фебруара до 21. априла 1945.
5. Владо Деспот од 21. априла 1945. до краја рата.

Начелник Штаба бригаде:
1. Валентин Хорватић од 11. октобра 1943. до 24. октобра 1944.
2. Јосип-Бепо Маринковић од 24. октобра 1944. до 7. јануара 1945.
3. Ђорђе Никитовић од 7. јануара до 13. марта 1945.

Обавештајни официр:
1. Милан Доротка од октобра 1943. до априла 1944.
2. Андрија Куљиш од 27. маја 1944. до јуна 1944.
3. Лука Вучковић од 12. априла 1945. до краја рата.

Оперативни официр:
1. Мате Гргичевић од 2. августа 1944. до краја рата.[2]

## Ратни пут бригаде
Током октобра Дванаеста далматинска уништила је усташки десанту Милни на Брачу. Крајем децембра пребацила се на Вис где је у саставу 26. дивизије учествовала у посади и организацији одбрану од евентуалног десанта. Њена два батаљона, са два батаљона Једанаесте далматинске бригаде учествовала су априла 1944. у десанту на Корчулу. У мају је један батаљон 12. далматинске са четом тешких бацача учествовао са Првом далматинском у десантном препаду на Шолту, а почетком јуна 1944. бригада је учествовала у десанту 26. дивизије на Брач, где је заједно са енглеским командосима водила жестоке тродневне борбе у рејону јако утврђеног Нережишћа са једним батаљоном 118. дивизије. У септембру 1944. је ослободила западни део Брача, а њен Први батаљон учествовао је у ослобађању Сумартина. Искрцавши се на обалу, учествовала је у октобру у ослобађању приморског појаса између Сплита и Макарске. На Дебељаку код Шибеника, заједно са Трећом прекоморском бригадом, разбила је 3. новембра после жестоких борби, борбену групу „Алерман“ из састава немачке 264. дивизије. У книнској операцији од 26. новембра до 4. децембра 1944. пробила је немачку одбрану код села Марјановића и међу првим јединицама НОВЈ ушла у Книн. У Мостарској операцији фебруара 1945, учествовала је у саставу 26. дивизије у ослобађању Широког Бријега и Мостара. У операцијама Четврте армије у марту 1945, учествовала је у ослобађању Доњег Лапца. Уаприлу 1945. ослободила је Лички Осик, истакла се у борбама за Вратник, Сењ и Сушак, кад је заробила више непријатељевих војника, међу њима и команданта немачког 847. пука 392. легионарске дивизије. У мају је учествовала у жестоким борбами са јединицама немачког 97. корпуса код Клане и Илирске Бистрице, приликом његовог покушаја пробоја према Љубљани.

## Збирни преглед
У свом 608 дана дугом ратном путу бригада је водила укупно 40 борби, од чега је 37 било нападног карактера, а три одбрамбеног.
Дванаеста далматинска НОУ бригада самостално је ослободила Велу Луку, Супетар, Шолту, Омиш, Башку Воду, Макарску, Задварје с хидроцентралом Краљевац на Цетини, Лапац, Лички Осик, Сењ, Бакар, Шкрљево и Рупе, а у заједници с осталим јединицама, учествовала је у ослобађању Блата на Корчули, Сумартина на Брачу, Сплита, Шибеника, Книна, Мостара и Сушака.
На Вратнику код Сења 9. априла 1945, бригада је нанела тежак пораз деловима 392. легионарске дивизије. Тада су борци 2. чете 1. батаљона смртно ранили немачког генерал-лајтнанта Јохана Микла, команданта 392. легионарске дивизије.
У борбама је погинуло 366 и рањено 1124 бораца бригаде. Од тог броја, погинуло је 37 старешина и руководилаца, а 145 их је рањено: 24 командира чета, 19 комесара чета, 18 заменика командира и 5 заменика комесара чета. Погинуло је 15 и рањена су 52 водника а погинула су или су рањена и 23 водна делегата.
Кроз бригаду је прошло око 4.500 бораца. Крајем 1944. имала је 2.588 бораца, а 20. јануара 1945. године 2.535 бораца. Бригада је одликована Орденом заслуга за народ са златном звездом и Орденом братства и јединства са златним венцем.